# Lascha Dwali
Lascha Dwali (georgisch ლაშა დვალი; englisch Lasha Dvali; * 14. Mai 1995 in Tiflis) ist ein georgischer Fußballspieler, der seit 2022 für den zyprischen Club APOEL Nikosia spielt.

## Karriere

### Verein
Dwali erlernte das Fußballspielen u. a. in den Nachwuchsabteilungen der georgischen Vereine Metalurgi Rustawi und Dinamo Tiflis und wechselte 2013 zum lettischen Fußballverein Skonto Riga. Bereits nach einer halben Spielzeit verpflichtete ihn der englische Klub FC Reading, lieh ihn aber anschließend für eine Spielzeit wieder an Skonto aus.
Zu Rückrunde der Spielzeit 2014/15 wurde Dwali als Leihgabe mit anschließender Kaufoption vom türkischen Erstligisten Kasımpaşa Istanbul verpflichtet. Im Sommer 2015 kehrte er vorerst nach Reading zurück und wurde Ende August 2015 ablösefrei vom deutschen Zweitligisten MSV Duisburg verpflichtet. Nach nur einem Einsatz in der Hinrunde bat Dwali Ende Dezember 2015 um Auflösung seines Vertrags, dem von Vereinsseite entsprochen wurde.
Dwali wechselte am 12. Januar 2016 in die 1. Polnischen Liga zu Śląsk Wrocław. Sein Debüt in der Ekstraklasa, gab er am 12. Februar 2016, dem 22. Spieltag. Beim 1:0-Erfolg über Wisła Krakau, stand er über 90. Minuten auf dem Platz. Am 3. März 2017 wurde er an Irtysh Pavlodar ausgeliehen, der Vertrag lief am 11. Juni 2017 aus.
Im selben Jahr, am 24. Juli 2017, wechselte er zu Pogoń Szczecin und Ende Januar 2019 zu Ferencváros. Am 16. Juni 2020 wurde er mit Ferencváros Meister, nachdem das Team am 30. Spieltag der Saison 2019/20 Budapest Honvéd im Hidegkuti Nándor Stadion besiegt hatte. Er gewann am 20. April 2021 mit Ferencváros auch die Saison 2020/21, indem der Erzrivale Újpest FC mit 3:0 in der Groupama Aréna besiegt wurde.
Im Juli 2022 wechselte Dwali als Free Agent zum zyprischen Klub APOEL Nikosia mit einem Einjahresvertrag. Die Saison 2024 wurde besonders denkwürdig, da er mit dem Team die Meisterschaft und den Superpokal gewann.

### Nationalmannschaft
Dwalis Nationalmannschaftskarriere begann 2011 mit einem Einsatz für die georgische U-17-Nationalmannschaft. In den nachfolgenden Jahren spielte er für die U-19- und die U-21-Auswahlmannschaft seines Landes. 2014 wurde er auch in den Kader der georgischen Nationalmannschaft nominiert, wurde aber bei diesen Nominierungen nicht eingesetzt. In der erfolgreichen Qualifikation für die EM 2024 wurde er in fünf Spielen, darunter den beiden Play-off-Spielen eingesetzt. Beim entscheidenden Elfmeterschießen gegen Griechenland gehörte er zu den erfolgreichen georgischen Schützen. Er wurde auch für die Endrunde nominiert.

## Erfolge
- Ungarischer Meister 2018/2019, 2019/2020, 2020/2021, 2021/2022
- Ungarischer Pokalsieger 2022 (ohne Finaleinsatz)
- Zyprischer Meister 2023/24